# Ceratodon inclinatus
Ceratodon inclinatus là một loài rêu trong họ Ditrichaceae. Loài này được Hedw. Huebener mô tả khoa học đầu tiên năm 1833.